# Evil Empire
Evil Empire è il secondo album in studio del  gruppo musicale statunitense Rage Against the Machine, pubblicato nel 1996.
Il titolo dell'album riprende l'espressione impero del male (evil empire) utilizzata da Ronald Reagan, all'epoca in cui era presidente degli Stati Uniti, per indicare l'Unione Sovietica.

## Descrizione
Evil Empire esce a quattro anni di distanza dal precedente album di esordio, Rage Against the Machine, e mantiene intatta la rabbia ed il disprezzo verso il sistema capitalistico degli Stati Uniti. Il cantante Zack de la Rocha esprime il suo disappunto in maniera da collocarsi a metà strada tra il rapper Chuck D ed un predicatore di strada. Gli slogan libertari gridati da Zack si ergono sopra il pesante assalto musicale degli altri tre componenti della band. La band non ebbe molto tempo per provare e comporre nuovi pezzi dopo il 1993, però su Evil Empire si può notare la sperimentazione di nuove distorsioni di chitarra (Morello) e di basso (Commerford). Il chitarrista Tom Morello dimostra un impressionante varietà di suoni ed effetti sonori.
Dall'album furono estratti i singoli People of the Sun e Bulls on Parade, grazie ai quali l'album riuscì a piazzarsi al primo posto nella classifica di Billboard.

## Tracce
1. People of the Sun – 2:30
2. Bulls on Parade – 3:51
3. Vietnow – 4:39
4. Revolver – 5:30
5. Snakecharmer – 3:55
6. Tire Me – 3:00
7. Down Rodeo – 5:20
8. Without a Face – 3:36
9. Wind Below – 5:50
10. Roll Right – 4:22
11. Year of tha Boomerang – 3:59

## Formazione
- Zack de la Rocha - voce
- Tom Morello - chitarra
- Tim Commerford - basso
- Brad Wilk - batteria

## Crediti
- Rage Against the Machine & Brendan O'Brien – produzione
- Nick DiDia – ingegnere e tecnico di registrazione
- Clay Harper – assistente
- Lisa Johnson – fotografo
- Paul Kosky – tecnico di registrazione
- Bob Ludwig – mastering
- Andy Wallace – missaggio
- Caram Costanzo – assistente
- Dave Rat – tecnico di registrazione

## Classifiche
| Classifica (2021) | Posizione massima |
| ----------------- | ----------------- |
| Grecia            | 19                |

## Premi
- 1996 Grammy Award - Miglior interpretazione metal per "Tire Me"